# Heinz Czechowski
Heinz Czechowski (Dresde, 7 de febrero de 1935-Fráncfort del Meno, 21 de octubre de 2009) fue un poeta y dramaturgo alemán.

## Vida
A la edad de diez años fue testigo de la bombardeo de la ciudad de Dresde. Después de formarse como artista gráfico y de trabajar como topógrafo y delineante estudió desde 1958 hasta 1961 en el Deutsches Literaturinstitut Leipzig; allí le influyó profundamente el escritor Georg Maurer. En 1957 se publicó su primer relato en la revista Neue deutsche Literatur. Entre 1961 y 1965 fue lector de la editorial Mitteldeutscher Verlag en Halle. Entre 1971 y 1973 fue asesor artístico en el teatro de Magdeburgo. Desde entonces trabajó como escritor independiente. Fue uno de los miembros fundadores de la Freie Akademie der Künste zu Leipzig.
También destacó por hacer versiones de poemas de Anna Achmatowa, Michail Lermontow, Marina Zwetajewa y Giannis Ritsos entre otros. Hizo una adaptación para el Volksbühne de la novela de Mijaíl Bulgákov El maestro y Margarita en el año 1987.
Falleció en un asilo el 21 de octubre de 2009.

## Premios
- 1961 Kunstpreis der Stadt Halle
- 1970 Premio Goethe de la ciudad de Berlín
- 1976 Premio Heinrich Heine
- 1984 Premio Heinrich Mann[4]
- 1990/1991 Stadtschreiber von Bergen
- 1996 Premio Hans Erich Nossack
- 1998 Dresdner Stadtschreiber
- 1999 Deutschen Schillerstiftung
- 2001 Premio Hermanos Grimm de la ciudad de Hanau

## Obra
| - Nachmittag eines Liebespaares (1962) - Sieben Rosen hat der Strauch (1964) - Zwischen Wäldern und Flüssen(1965) - Unser der Tag, unser das Wort (1966) - Wasserfahrt (1967) - Spruch und Widerspruch (1974) - Schafe und Sterne (1974) - Was mich betrifft (1981) - Von Paris nach Montmartre (1981) - Ich, beispielsweise (1982) - An Freund und Feind (1983) - Herr Neithardt geht durch die Stadt (1983) - Kein näheres Zeichen (1987) - Sanft gehen wie Tiere die Berge neben dem Fluß (1989) - Die überstandene Wende (1989) - Mein Venedig (1989) - Auf eine im Feuer versunkene Stadt (1990) | - Nachtspur (1993) - Gedichte und Poeme (1996) - Mein westfälischer Frieden. Ein Zyklus (1998) - Sauerländische Elegie (1998) - Ich und die Folgen (1998) - Das offene Geheimnis (1999) - Die Zeit steht still (2000) - Wüste Mark Kolmen (2000) - Seumes Brille. Gedichte aus der Schöppinger Chronik (1999/2000) (2000) - Einmischungen (2000) - Seumes Brille (2002) - Der Garten meines Vaters (2003) - Die Elbe bei Pieschen und andere Ortsbeschreibungen - Unstrutwärts - Von allen Wundern geheilt. Gedichte (2006) - Die Pole der Erinnerung. Autobiographie (2006) |